# Florence Lee (Schauspielerin, 1888)

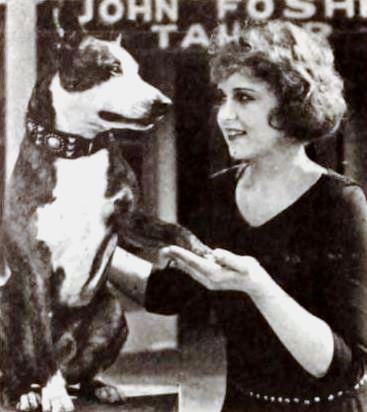
Florence Lee und der Hund Brownie (1921)

Florence D. Lee (* 12. März 1888 in Jamaica, Vermont; † 1. September 1962 in Hollywood, Kalifornien) war eine US-amerikanische Schauspielerin der Stummfilmzeit. Außerdem schrieb sie zwischen 1912 und 1914 für sieben Kurzfilme das Drehbuch. 
Florence Lee war in den 1910er- und 1920er-Jahren in zahlreichen Filmen zu sehen, zunächst vor allem bei den Biograph Studios in New York. Dort stand sie häufiger unter Regie von Dell Henderson, ihrem Ehemann. Die beiden waren bis zu Hendersons Tod im Jahr 1956 verheiratet. Neben ihrer Filmarbeit spielte Lee zwischen 1913 und 1935 in zehn Produktionen am Broadway, zumeist in Komödien. Sie wird häufig verwechselt mit einer Kollegin gleichen Namens, die 1931 in Charlie Chaplins Filmklassiker Lichter der Großstadt (1931) die Großmutter spielte. 
Florence Lee starb 1962 im Alter von 74 Jahren und wurde an der Seite ihres Ehemannes im Valhalla Memorial Park Cemetery, Hollywood, beigesetzt.